# Margaret Kennedy (chanteuse)
Pour les articles homonymes, voir Margaret Kennedy (homonymie) et Kennedy.
Margaret Kennedy née Margaret Doyle (morte le 23 janvier 1793) est une contralto et actrice irlandaise. Elle est connue pour avoir joué des rôles masculins, en particulier dans des opéras de Thomas Arne.

## Biographie
Kennedy se maria à M. Farrell un peu avant qu'elle fasse ses débuts et au début de sa carrière elle apparait sous le nom de Mrs Farrell. Elle fut découverte par Thomas Arne alors qu'elle chantait dans une auberge à Londres.Elle étudia avec Arne et fit ses débuts le 6 décembre 1776 au Royal Opera House dans l'opéra Caractacus de Arne. Sa performance fut louée par The Morning Post. Elle joua plusieurs rôles travestis, dont un rôle dans Artaxerxès le 25 janvier 1777, le rôle de Belford dans Love Finds the Way, de Colin dans Rose and Colin, et du capitaine Macheath dans The Beggar's Opera où en 1777 elle fut la première personne à chanter A-Hunting We Will Go (en), une chanson écrite par Arne pour cette représentation. Son rôle dans The Beggar's Opera fut accueilli par des critiques car c'était une femme qui jouait le rôle principal. Son second mari fut le docteur londonie Morgan Hugh Kennedy avec qui elle se maria le 24 janvier 1779,.
Après 1779, Kennedy joua le rôle de la jeune Meadows dans Love in a Village (en) et de Don Carlos in Duena. Elle joua à Covent Garden dans plus de dix rôles dont dans The Castle of Andalusia (en), Rosina (en), The Poor Soldier (en), Robin Hood, Fontainebleau, Omai, Tom Thumb. Elle continua à jouer des rôles d'homme. Elle chanta également lors de concerts à Vauxhall, dans des oratorios de Drury Lane (1778–84), et lors de commémorations de Haendel en 1784, 1786 et 1791.
Kennedy meurt à Bayswater House le 23 janvier 1793.